# Mizuno

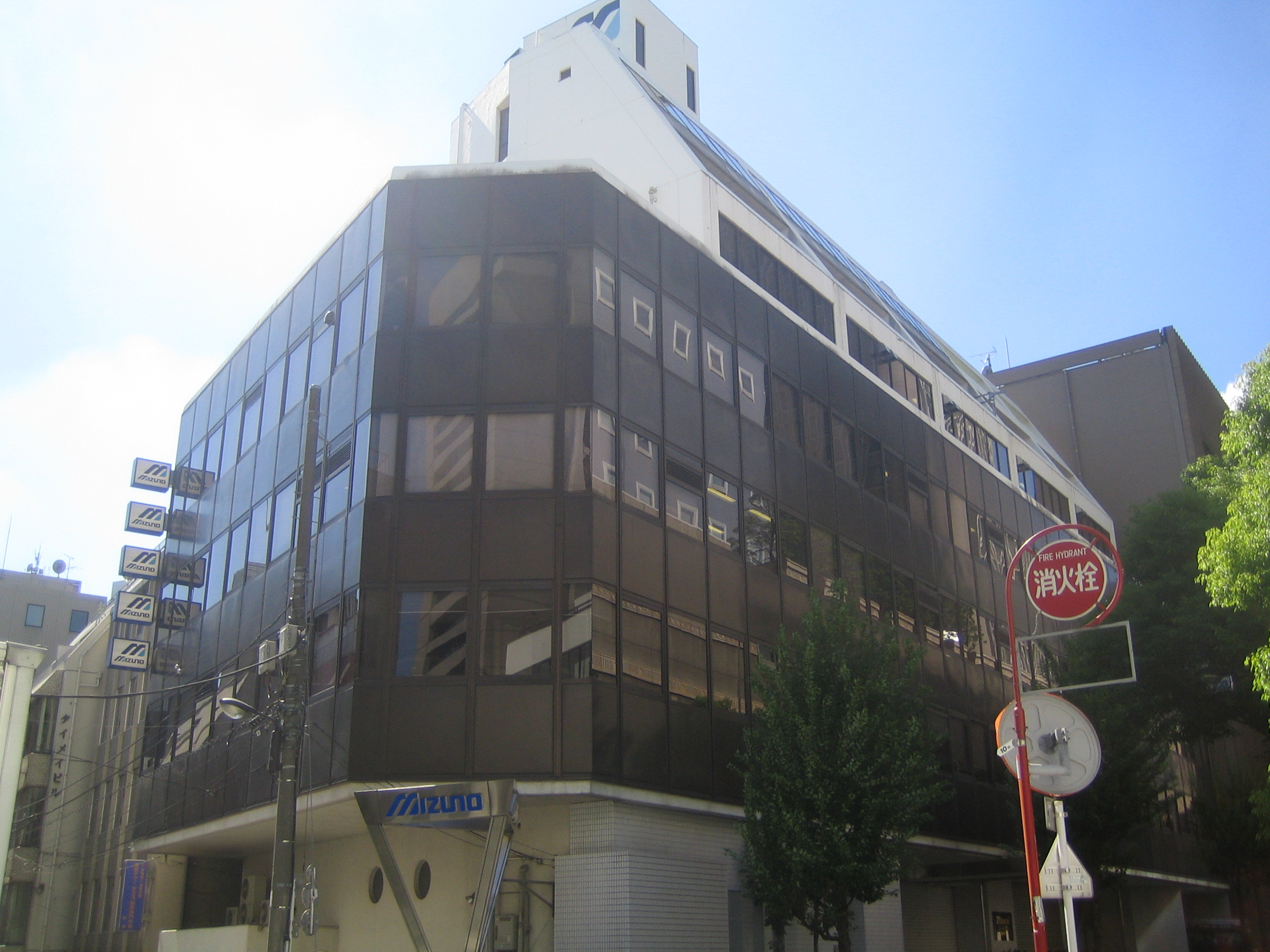
Hoofdkantoor van Mizuno in Tokio.

Mizuno Corporation (ミズノ株式会社, Mizuno Kabushiki-gaisha) is een groot Japans sportconcern dat opgericht werd in 1906 door Rihachi Mizuno en zijn jongere broer Rizo in Osaka, Japan. Toentertijd was het nog een gewone sportzaak dat vooral artikelen verkocht die populair waren op de westerse markt zoals honkbal- en golfartikelen.
Later wilde Mizuno meer kwaliteit leveren dan de geïmporteerde sportartikelen. Mizuno produceerde daarom vanaf 1911 eigen producten op maat. Mizuno werkte zich hiermee snel naar de top en opende al snel meerdere filialen in onder andere Tokio.
Mizuno groeide uit tot een van de grootste sportfabrikanten in de wereld en produceren nu artikelen voor onder andere atletiek, voetbal, golf, honkbal, volleybal en nog veel meer sporten.
Mizuno richt zich in Nederland vooral op atletiek, golf, voetbal, korfbal en volleybal.